# Saint-Hippolyte-le-Graveyron
Saint-Hippolyte-le-Graveyron ist eine französische Gemeinde mit 170 Einwohnern (Stand 1. Januar 2022) im Département Vaucluse in der Region Provence-Alpes-Côte d’Azur. Sie gehört zum Kanton Monteux im Arrondissement Carpentras.

## Geografie
Saint-Hippolyte-le-Graveyron befindet sich am Fuße der Dentelles de Montmirail und südwestlich vom Mont Ventoux, etwa acht Kilometer nördlich der angrenzenden Stadt Carpentras. Weitere Nachbargemeinden sind Caromb im Osten, Le Barroux und La Roque-Alric im Norden, Beaumes-de-Venise im Westen und Aubignan im Südwesten. Das Gemeindegebietes gehört zum Regionalen Naturpark Mont-Ventoux.
Wichtigste Erhebung mit einer Höhe von 443 Metern ist der Hügel le Graveyron vom urgonischen Kalksteintyp.
Das Dorf hat keinen festen Kern, sondern ist von der Siedlungsform her eine Streusiedlung.

## Geschichte
Das Gebiet zwischen dem Mont Ventoux und der fruchtbaren Ebene war in frühgeschichtlicher Zeit von wichtigen Triftwegen (Transhumanz-Routen) durchzogen, die von Viehherden im Sommer genutzt wurden. Unter römischer Besiedelung scheint hier ein wichtiges Heiligtum existiert zu haben, da man in den Quartieren Côtes und Bariane drei Altäre eines gallo-römischen Umgangstempels fand. Sie waren jeweils der Nymphe Carinnæ, Sucellus, dem keltischen Gott mit Holzhammer, und Mars Albarinus geweiht.
Zur Zeit der Avignoner Päpste in der ersten Hälfte des 14. Jahrhunderts wurde Saint-Hippolyte-le-Graveyron von Kardinal Hugues Roger belehnt. 1376 beschlossen die Räte von Saint-Hippolyte und Barroux einen Landtausch, um zwei Lehen zu bilden. Das Lehen von Saint-Hippolyte fiel 1401 an die Familie Baux (zuerst an Alix des Baux, dann durch Erbschaft an Guillaume des Baux). Étienne de Vesc, Herr von Caromb, erwarb es 1488 und fügte es unter dem Namen Saint-Hippolyte-lès-Caromb den Ländereien von Caromb hinzu.
Die Gemeinde wurde, bei gleichzeitiger Abtrennung von Caromb, am 12. Oktober 1790 gebildet. Sie hieß zunächst nur Saint-Hippolyte. Im Jahr 1918 nahm sie den Namen Saint-Hippolyte-le-Graveron an, 1986 erhielt sie dann endgültig den heutigen Namen.

### Einwohnerentwicklung
| Jahr      | 1962 | 1968 | 1975 | 1982 | 1990 | 1999 | 2006 | 2017 |
| --------- | ---- | ---- | ---- | ---- | ---- | ---- | ---- | ---- |
| Einwohner | 116  | 93   | 96   | 119  | 169  | 179  | 165  | 178  |

## Sehenswürdigkeiten

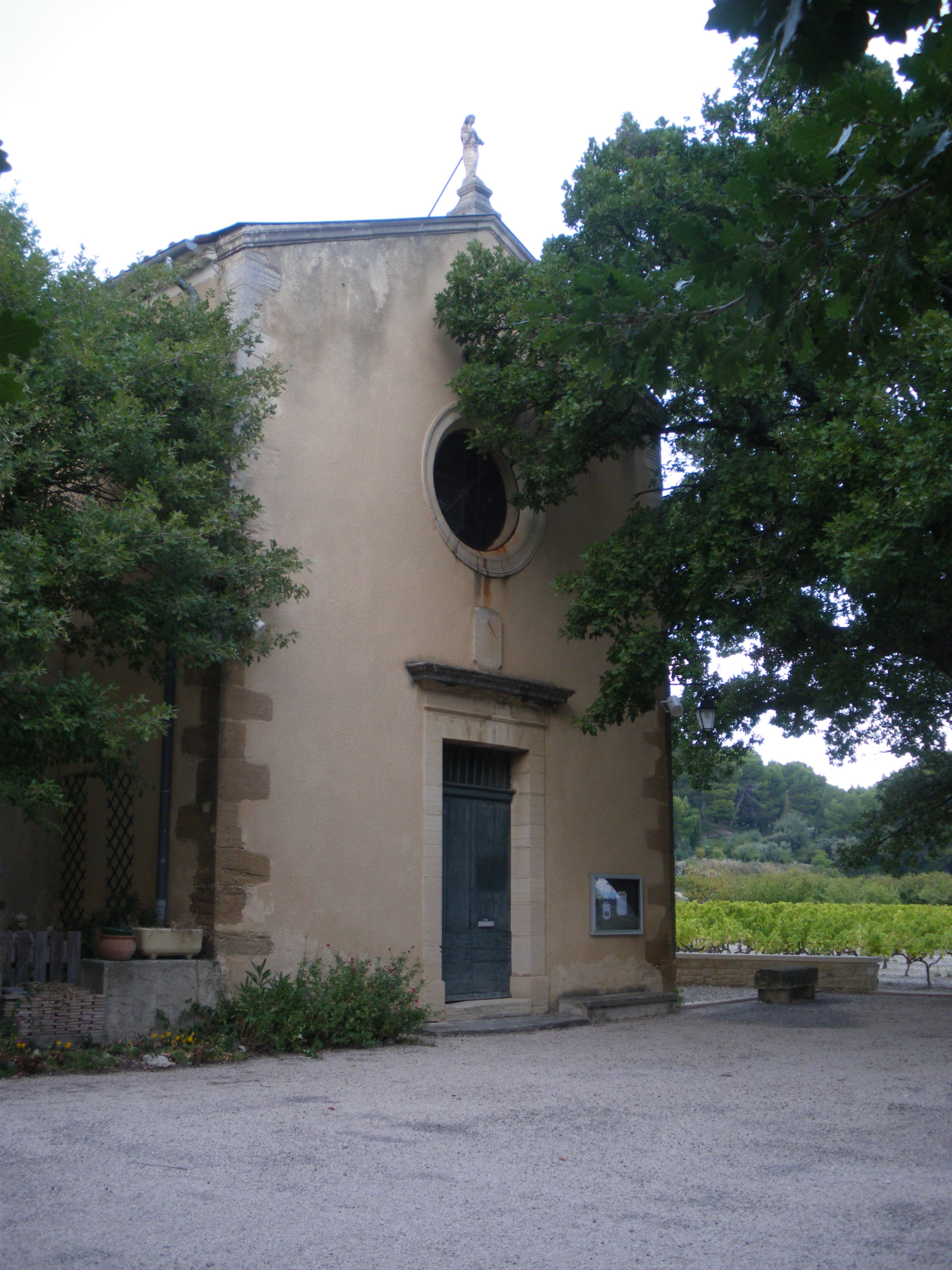
Kirche Saint-Hippolyte

- Steinsäule mit einem schmiedeeisernen Kreuz
- Schloss Juvénal aus dem 19. Jahrhundert
- Pfarrkirche, 1830 auf einem Grundstück errichtet, das vom ehemaligen Bürgermeister Hippolyte Fabre zur Verfügung gestellt wurde